# Lynne Frederick
Lynne Maria Frederick (Hillingdon, Middlesex), 25 juli 1954 - Los Angeles, 27 april 1994) was een Engels actrice, filmproducent en mannequin bekend om haar klassieke Engelse schoonheid, buurmeisjes charme, engelachtige kenmerken en zeer gewaardeerde uitvoeringen. In een diverse en veelbelovende carrière, die tien jaar omvatte, maakte ze meer dan dertig verschijningen in films en televisie.
Jarenlang werd ze het best herinnerd als de laatste vrouw en weduwe van Peter Sellers. Maar in de afgelopen jaren was ze begonnen met het opzetten van een nieuwe cult-aanhang voor haar diverse en veelgeprezen verzameling filmmateriaal in Hollywood. Enkele van haar bekendste uitvoeringen zijn haar rollen in Nicholas and Alexandra (1971), The Amazing Mr. Blunden (1972), Henry VIII and His Six Wives (1972) en Voyage of the Damned (1976).
Andere films van haar zoals Vampire Circus (1971), Phase IV (1974), Four of the Apocalypse (1975), A Long Return (Largo retorno) (1975) en Schizo (1976) zijn allemaal ondergrondse hits geworden of hebben een status als cultfilm in hun respectieve genres.
Hoewel er speculatie was dat Frederick overleed door een alcoholprobleem of suïcide, stierf zij plotseling aan een hartstilstand in haar slaap. Volgens haar moeder was sprake van een natuurlijke dood.

## Filmografie
- No Blade of Grass (1970)
- Nicholas and Alexandra (1971)
- Vampire Circus (1971)
- Henry VIII and His Six Wives (1972)
- The Amazing Mr. Blunden (1972)
- The Lady from the Sea (1974) - televisiefilm
- Phase IV (1974)
- The Canterville Ghost (1974) - televisiefilm
- Four of the Apocalypse (1975)
- Red Coats (1975)
- A Long Return (1975)
- Schizo (1976)
- Voyage of the Damned (1976)
- The Prisoner of Zenda (1979)
- The Fiendish Plot of Dr. Fu Manchu (1980) - als uitvoerend producent